# Ради Мазников
Радослав (Ради) Мазников е български футболист, вратар. Един от тримата братя, посветили кариерите си във футбола на „Левски“. Роден е на 9 февруари 1912 г. в Дупница. Има 20 мача за „А“ националния отбор (1932 – 1943). Разстрелян от комунистическата власт след 9 септември 1944 г.

## Биография
Радослав Мазников е чиновник по професия. Завършва търговия. В годините на Втората световна война е служител в софийската община към Комисариата по еврейските въпроси . След 9 септември 1944 г. е свален от влак на път за Горна Джумая за приятелски мач на Левски. Арестуван е по обвинение в подстрекателство към държавен преврат, както и в шпионаж срещу спортисти с комунистически убеждения. На 19 септември е изведен от ареста и откаран в местността „Фучева ливада“ до село Баланово и разстрелян с пистолет. Тъй като е известен спортист, тялото му е изгорено, а вратарят е обявен за безследно изчезнал.

## Кариера
Играе 18 сезона с екипа на „Левски“ (София) (1926 – 1944). Трикратен шампион на България и носител на купата на страната през 1933, 1937 и 1942 г., носител на Балканската купа през 1932 и 1935 г. Има 20 мача за националния отбор.
Напуска Левски единствено през сезон 1934/35 поради финансова криза. По препоръка на треньора Карой Фогъл заминава за Унгария и кара проби в „Уйпещ“ (Будапеща). Пази в няколко приятелски мача, но през юли 1934 г. треньорът Ференц Лангфелдер не привлича вратаря. След това Мазников преминава в тима на III Керулет, където остава впечатления с изявите си в приятелски мачове. Срещу чехословашкия ДГСУ спасява 3 дузпи в 1 мач. Единствената си среща в шампионата записва в първия кръг срещу отбора на Сомоги, завършила 2:2. През октомври 1934 г. интерес към него проявяват френските „Ред Стар“ и „Сет“, но до трансфер не се стига.

## Успехи

### Национални
Левски (София):
- Първенство на България:
  -  Шампион (3): 1932/33, 1936/37, 1941/42
- Царска купа:
  -  Носител (3): 1932/33, 1936/37, 1941/42
- Столично първенство:
  -  Шампион (5): 1929, 1933, 1937, 1942, 1943

### Международни
„Уйпещ“ (Будапеща):
- Първенство на Унгария:
  -  Вицешампион (1): 1933/34

- Балканска купа: (Национален отбор)
  -  Носител (2): 1932, 1935